# Stadio Henri-Jooris
Lo stadio Henri-Jooris è stato uno stadio di calcio e di hockey su prato ubicato nella città francese di Lilla.

## Storia
Costruito nel 1902, venne utilizzato dall'Iris Club Lille fino al 1907, poi dall'Olympique Lillois fino al 1944, infine dal LOSC Lille fino al 1975, anno in cui lo stadio fu chiuso e demolito. Fu sostituito dallo stadio Grimonprez-Jooris. Fino all'agosto 1943 si chiamò stadio Victor-Boucquey, dal nome di un ex allenatore dell'Olympique Lillois. Il nome di Henry Jooris derivava invece dal presidente dell'Olympique Lillois tra il 1910 e il 1932.
Il 12 giugno 1938 vi si giocò un quarto di finale del campionato mondiale di calcio 1938, la partita Ungheria-Svizzera, terminata col risultato di 2-0.

## Altri progetti

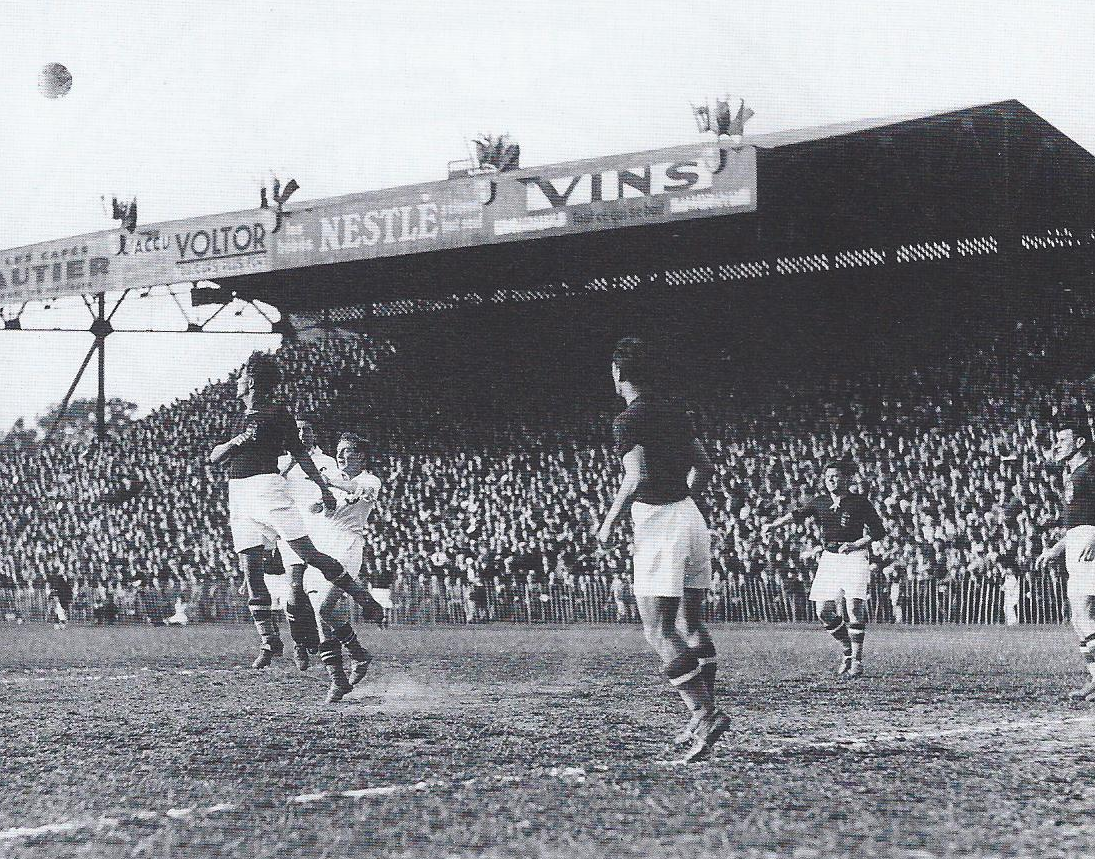
Un'azione di gioco della partita tra Ungheria e Svizzera del campionato mondiale di calcio 1938